# A prop del teu enemic
A prop del teu enemic (originalment en alemany, Honecker und der Pastor) és un telefilm alemany que es va estrenar el 18 de març de 2022 al canal Arte i el 21 de març a ZDF. A més, es va projectar el documental Honecker und der Pastor – Die Dokumentation. S'ha subtitulat al català.
La pel·lícula es va rodar durant vint-i-quatre dies a partir del 23 de febrer de 2021 i fins al 26 de març del mateix any a l'estudi Babelsberg de Potsdam, entre altres localitzacions.
La primera emissió d'A prop del teu enemic el 21 de març de 2022 va ser vista per 3,41 milions d'espectadors a Alemanya i va aconseguir una quota de pantalla de l'11,8% a ZDF.